# Renato Federici
Renato Federici (Cupramontana, 31 dicembre 1944) è un giurista e scrittore italiano.

## Biografia
Ha conseguito la laurea in giurisprudenza. Allievo del professor Luigi Galateria, è stato assistente di Diritto amministrativo e poi professore associato di diritto amministrativo e di diritto minerario presso l'Università di Roma La Sapienza. Nel 2015 si è ritirato dall'attività didattica, ma ha continuato a scrivere libri pubblicati dai suoi editori di riferimento, partecipando a presentazioni dei suoi lavori.

### Contributo scientifico
È autore di pubblicazioni di Diritto amministrativo come quella dal titolo "Gli interessi diffusi (Cedam, Padova, 1984); poi di una seconda monografia dal titolo: "Contributo allo studio dei beni minerari" (Cedam, Padova, 1996). Proprio questo studio sui beni avrebbe fatto da tramite per una originale qualificazione dei rifiuti.  In sostanza, per il Federici «i rifiuti non sono beni, perché “se fossero beni sarebbero oggetto di diritti, mentre nei confronti dei rifiuti la situazione giuridica del titolare è quella (opposta) di voler rinnegare (o meglio) di volersi disfare di ogni diritto e così anche di ogni responsabilità in relazione ad una certa cosa che non è più un bene”. Nel fare questo il soggetto si assume tutti gli obblighi relativi alla corretta dismissione della cosa, “acquisendo il vantaggio di liberarsi non tanto dei diritti (che probabilmente erano diventati irrilevanti), ma soprattutto degli obblighi relativi alla corretta conservazione della cosa”».
Il 23 maggio 2003 (con approvazione del 1º luglio 2004) ha partecipato alla Camera, insieme al professor Franco Giampietro e a diversi magistrati, alla Commissione Parlamentare d’inchiesta “sul ciclo dei rifiuti e sulle attività illecite ad esso connesse”, con audizioni tese ad acquisire su tale tematica anche il contributo del mondo accademico e della magistratura.
Nel 2009 pubblica la prima edizione di Guerra o diritto? Il diritto umanitario e i conflitti armati. "Guerra e diritto sono due universi contrapposti. Quando un conflitto diventa armato e sfugge alle regole del diritto si ha la guerra o la rivoluzione".  Egli cominciò ad osservare e a verificare che il Diritto oggettivo (ovvero l'Ordinamento giuridico) è uno strumento, anzi un'officina, al servizio del potere politico, economico e sociale dominante in ogni diverso momento storico.  Officina o strumento alternativo a quello bellico per conquistare o mantenere il potere. "Federici va oltre il celebre assunto di Carl von Clausewitz, secondo cui "la guerra è la continuazione della politica di Stato con altri mezzi" e si propone di dimostrare che tanto il diritto quanto la guerra sono strumenti per dare attuazione alle scelte di supremazia politica, sociale ed economica".
Nel 2019 pubblica un'altra monografia dal titolo: "Rivolte e Rivoluzioni. Gli ordinamenti giuridici dello Stato e dell'anti-Stato. Sulla differenza tra strutture e sovrastrutture", Editoriale Scientifica, Napoli, 2019.
Il tema della differenza fra strutture e sovrastrutture sarà ripreso nel volume dal titolo: Ben scavato, vecchia talpa! Dal "18 brumaio di Marx agli eventi afghani", Editoriale Scientifica, Napoli, 2021.
Il 19 maggio 2022 Federici ha tenuto il IV Seminario - "Se vuoi la pace difenditi dalla guerra" (in opposizione al brocardo "si vis pacem para bellum") - nel novero delle “Conversazioni critiche sulla pace" organizzato dal Seminario Permanente di Studi Internazionali, presentato da la Repubblica

## La tesi proposta (sintesi)
La tesi proposta da Federici è che gli ordinamenti giuridici insieme all’economia fanno parte del gruppo delle strutture, quando invece in troppi credono che siano da qualificare tra le sovrastrutture. Se il diritto è uno strumento delle scelte economiche, politiche e sociali di ogni società umana, non può appartenere al gruppo delle illusioni, della propaganda, degli inni e delle feste: insomma il diritto è cruda realtà, non appartiene al mondo dei sogni.

## Opere

### Monografie
- Gli interessi diffusi. Il problema della loro tutela nel diritto amministrativo, Cedam, Padova, 1984.
- Contributo allo studio dei beni minerari. Principi Generali, vol. I, Cedam, Padova, 1996.
- Guerra o diritto? Il diritto umanitario e i conflitti armati, Editoriale Scientifica, Napoli, I ed., 2009.
- Rivolte e rivoluzioni. Gli ordinamenti giuridici dello Stato e dell'anti-Stato. Sulla differenza fra strutture e sovrastrutture, Editoriale Scientifica, Napoli, 2019
- Ben scavato, vecchia talpa! Dal 18 brumaio di Marx agli eventi afghani, Editoriale Scientifica, Napoli, 2021

### Miscellanea
- A proposito di "cose" che non sono beni: sottosuolo e rifiuti, in Rassegna di diritto civile, 2000, p.311, ss.
- Rifiuti: una teoria, in Riv. it di diritto pubblico comunitario, 2006.
- Il diritto minerario per un raffronto con gli altri insegnamenti giuridici, in La disciplina degli Agri Marmiferi fra diritto e storia (a cura di) F. Mersi, V. Giomi. Giappichelli, Torino, 2008, pp 67-95
- Ne cives ad arma veniant, in Giustizia Amministrativa- Rivista di Diritto pubblico, n 11 del 2011 GiustAmm, 30.11.2011; e ripubblicato in: Atti in onore del prof. Claudio Rossano, Jovene, Napoli, 2013; e ripubblicato ancora nella III edizione della nostra monografia Guerra o diritto?
- Ubi societas ibi ius. Ubi ius ibi societas,[17][18]